# Ancylotrypa fodiens
Ancylotrypa fodiens är en spindelart som först beskrevs av Tord Tamerlan Teodor Thorell 1899.  Ancylotrypa fodiens ingår i släktet Ancylotrypa och familjen Cyrtaucheniidae.
Artens utbredningsområde är Kamerun. Inga underarter finns listade i Catalogue of Life.